# Tiksi
Tiksi (rusky Тикси) je sídlo městského typu v republice Sacha na Dálném východě v Rusku. Leží asi 4 315 km severovýchodně od hlavního města Moskvy (vzdušnou čarou). V Tiksi se nachází významný přístav na Severním ledovém oceánu. Kromě přístavu je zde také letiště Tiksi (IKS). Žije zde necelých 5 tis. obyvatel. Asi 50 km od Tiksi se vlévá řeka Lena do moře Laptěvů.

## Geografie
Tiksi, sídlo městského typu, se nachází za polárním kruhem, východně od ústí řeky Leny na břehu Moře Laptěvů. Tiksi se rozkládá v severní části Sachy, východně od hřebene Charaulach, na severním úpatí Verchojanského pohoří.

## Historie
V srpnu 1901 ruská polární loď Zarja plula přes Moře Laptěvů a pátrala po legendární Sannikovově zemi, ale u Novosibiřských ostrovů ji zastavil led. V průběhu roku 1902 pokračovaly pokusy najít hypotetickou pevninu, zatímco Zarja byla uvězněna v ledu. V listopadu 1902 opustil ruský průzkumník Arktidy baron Eduard Toll se třemi společníky loď, vydal se na jih, zmizel a jeho ostatky nebyly nikdy nalezeny. Zbývající část posádky pak osvobodila zamrzlou loď a vydala se na jih, kde zakotvili v zátoce, v níž se dnes rozkládá Tiksi. Průzkumníci zanechali loď v zátoce a po pevnině pokračovali do civilizace. Zarja se ze zátoky již nikdy nedostala.
Samotná historie osady Tiksi se začíná od roku 1933, kdy vznikla jako přístavní osada na Severní mořské cestě, nedaleko od polární stanice, která byla založena v roce 1932. V roce 1939 získalo Tiksi status sídla městského typu.
Ve válečných letech 1941–1944 bylo Tiksi místem formování vnitrozemských arktických konvojů. Během Studené války vznikly v Tiksi dvě vojenská letiště – Tiksi Sever a Tiksi Západ. Po rozpadu SSSR populace Tiksi výrazně poklesla a mnoho bytových domů bylo trvale opuštěno. Navzdory úbytku populace zůstává Tiksi nejsevernějším lidským sídlem s takto vysokým počtem obyvatel.
Na konci roku 2024 byl vypracován plán rozvoje Tiksi v letech 2025 až 2035, na který bylo vyčleněno 69 mld. rublů. V Tiksi budou vybudována sociální zařízení, upraveny ulice, upravena veřejná prostranství, rekonstruovány inženýrské sítě a zařízení. Předpokládá se, že i díky tomuto plánu počet obyvatel vzroste o 1 600 a vytvoří se 1,5 tis. nových pracovních míst.

## Doprava

### Námořní přístav
Námořní přístav v Tiksi byl postaven především pro studium a rozvoj Arktidy během sovětských let. V roce 1986 činil obrat nákladu v přístavu 860 tisíc tun. V roce 2019 to bylo jen 33,4 tisíc tun nákladu. Zatím nejsou předpoklady pro navýšení nákladní základy a zvýšení obratu.
Podle odhadů Ministerstva dopravy Jakutska jsou nábřežní stěna, pásové jeřáby a další zařízení neopravované přibližně 30 let a opotřebované z 90 %. Do konce roku 2022 má být provedena rekonstrukce přístavu, spojená s výstavbou infrastruktury pro základnu ruských válečných lodí. Nařízením ruské vlády ze dne 27. května 2023 byl námořní přístav Tiksi zařazen na seznam ruských přístavů otevřených i pro vstup cizích lodí.
Tiksi je použitelné jen po tři měsíce v roce. Od června do září se zde plaví říční osobní motorová loď Mechanic Kulibin.

### Letiště
Dne 10. dubna 2013 bylo v Tiksi znovuzprovozněno letiště federálního významu. Přistávají zde státní a soukromá letadla.